# Acacia nebrownii
Acacia nebrownii là một loài thực vật có hoa trong họ Đậu. Loài này được Burtt Davy miêu tả khoa học đầu tiên.